# Щербаково (Лямбірський район)
Щербако́во (рос. Щербаково, ерз. Щербаково) — присілок у складі Лямбірського району Мордовії, Росія. Входить до складу Пензятського сільського поселення.

## Населення
Населення — 78 осіб (2010; 86 у 2002).
Національний склад (станом на 2002 рік):
- татари — 98 %